# Tropaeolum
Pour les articles homonymes, voir Capucine.
Capucine
Genre
Classification phylogénétique
Le genre Tropaeolum regroupe plus de 85 espèces d'annuelles et de plantes herbacées, de la famille des Tropaéolacées, originaires des zones montagneuses fraîches d'Amérique Centrale et d'Amérique du Sud. On les retrouve du sud du Mexique jusqu'en Patagonie.
Elles sont appelées « capucines » dans le langage courant (nom vernaculaire), et sont connues pour attirer les pucerons.

## Étymologie
Le nom Tropaeolum a été attribué par Carl von Linné dans son Hortus Cliffortianus,. Le terme vient du grec ancien (tropaion, « trophée »), qui est une allusion à la forme de ses feuilles et de ses fleurs qui ressemblent aux boucliers et aux casques des soldats de l'Antiquité.
L'éperon nectarifère a la forme d'un capuce, la coiffe pointue portée par des moines comme les Capucins.
La capucine a donné son nom à une teinte orangée obtenue avec d'autres matières (fustet, cochenille, garance...).

## Mystérieuse curiosité botanique
Au XVIIIe siècle,  Bertholon rapporte dans l'un de ses ouvrages l'information suivante : 
« Mademoiselle Élisabeth-Christine Linné, se promenant sur le soir, en été, avec plusieurs personnes dans un jardin à la terre d'Hammerby, vit, ainsi que toute la compagnie, des especes d'éclairs qui sortoient des fleurs de la capucine, de l'espece de celles dont les fleurs sont colorées d'un rouge brun & dont les deux petales supérieures ont des lignes noires à la base. Cette lumiere s'est montrée plufieurs fois ; c'est en Juillet qu'elle étoit plus vive ; elle commençoit à paroître après le coucher du soleil & jusqu'à la nuit obscure : dans le mois d'Août cette lumiere fut moins vive. Ce phénomene est un des plus beaux qu'on ait observés depuis longtems ; & on ne peut douter de sa réalité, car mademoiselle de Linné le fit voir à son pere, qui en fut témoin plusieurs fois. Peu de tems après, cette observation fut publiée dans quelques ouvrages périodiques ; elle me fut ensuite confirmée par des lettres qu'on m'écrivit de Suede : ainsi elle est de la derniere certitude. Linné le fils m'a encore assuré (pendant son voyage à Paris, Octobre 1782) qu'il avoit été plusieurs fois témoin de ce phénomene, en ajoutant que lorsque le tems avoit été dispofé à l'orage pendant la journée, on observoit le soir que les vibrations de lumiere ou les éclairs qui partoient des fleurs de la capucine, étoient plus vives et plus brillantes ».
En 1783, Bertholon suppose qu'il pourrait s'agir d'un phénomène lié à l'électricité de l'air et évoque une autre plante (fraxinelle), sur laquelle il a fait quelques expériences au moyen d'un générateur d'électricité statique.

## Galerie

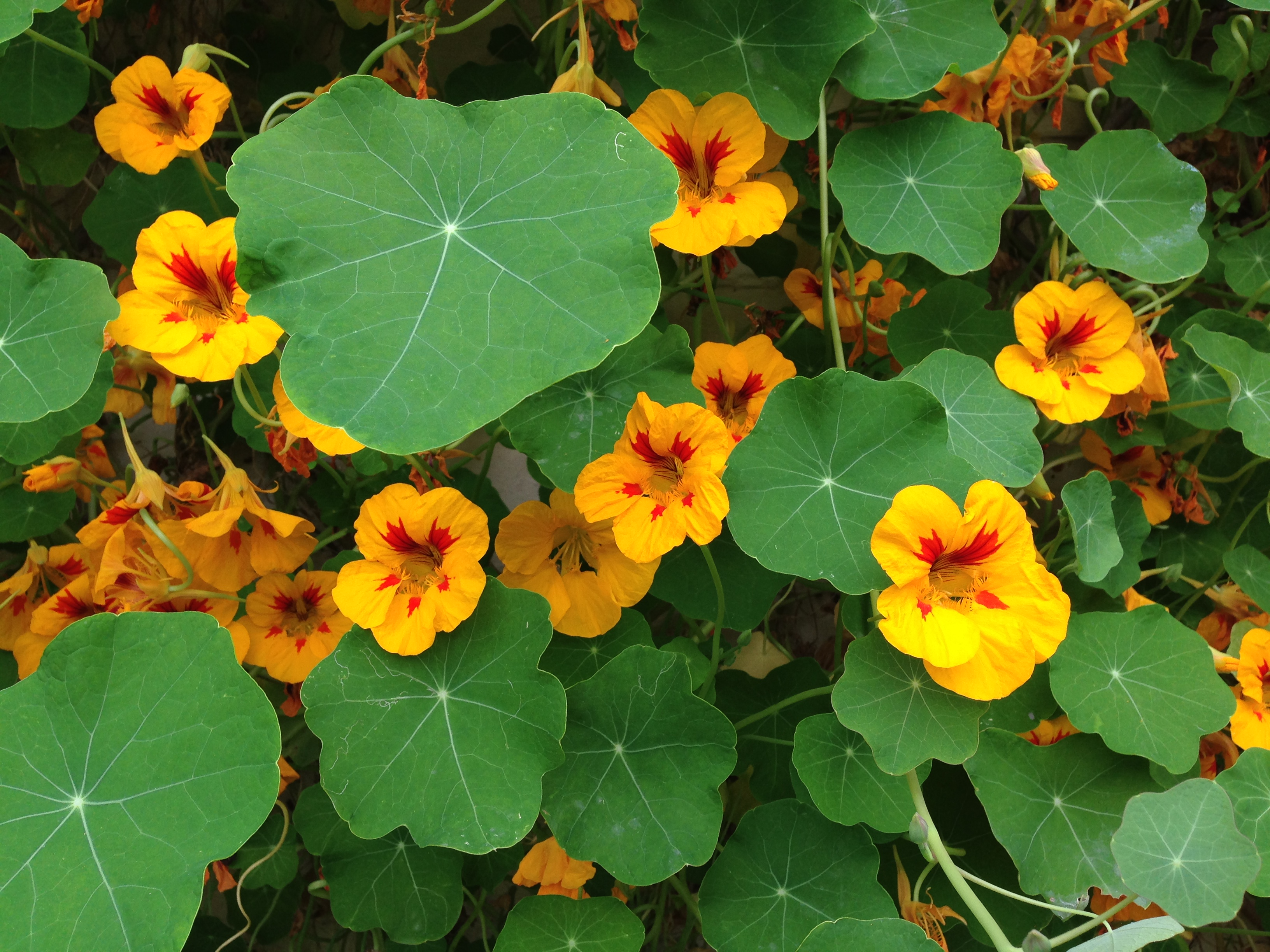
Tropaeolum majus jaunes et rouges
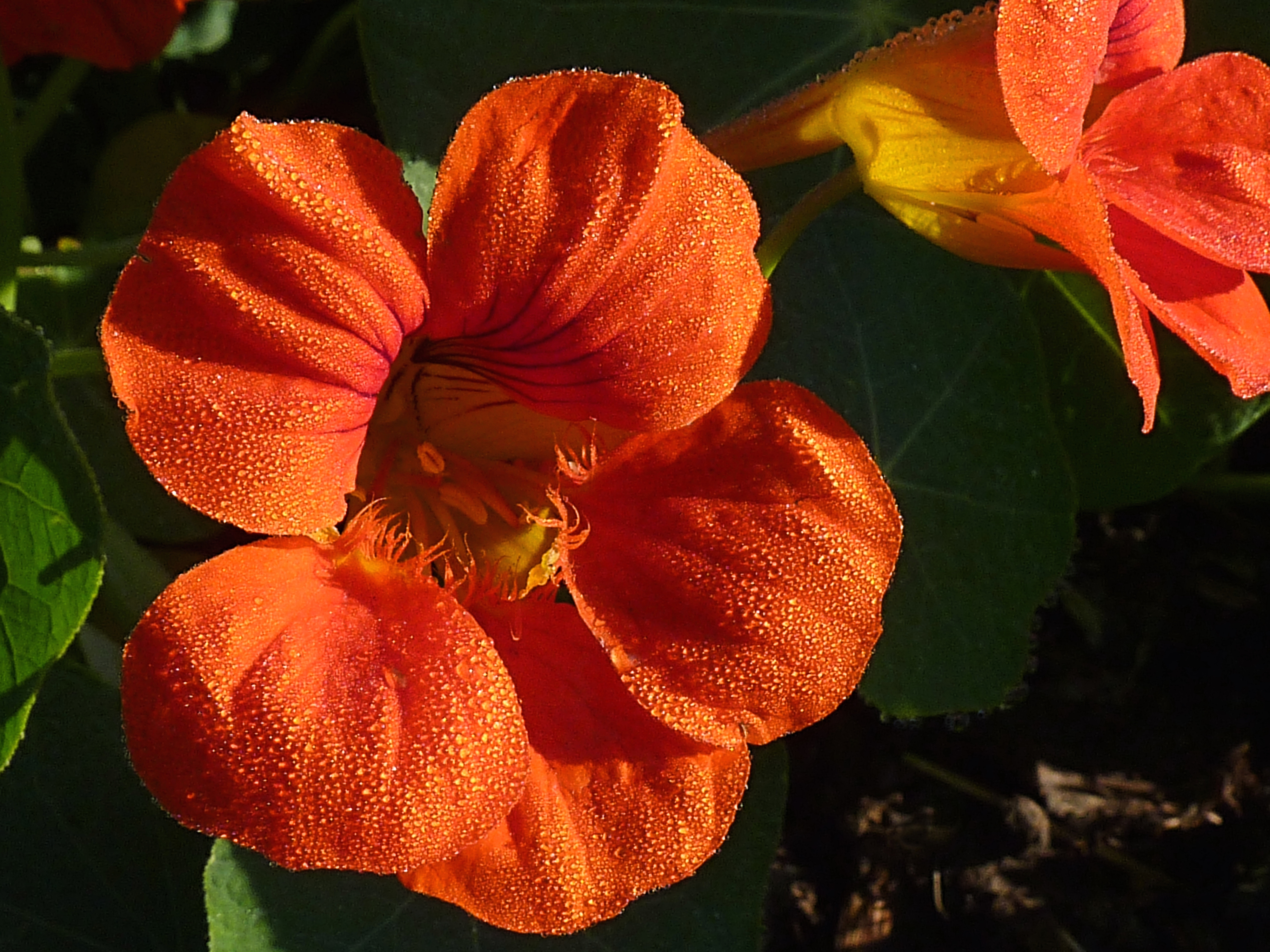
Tropaeolum majus
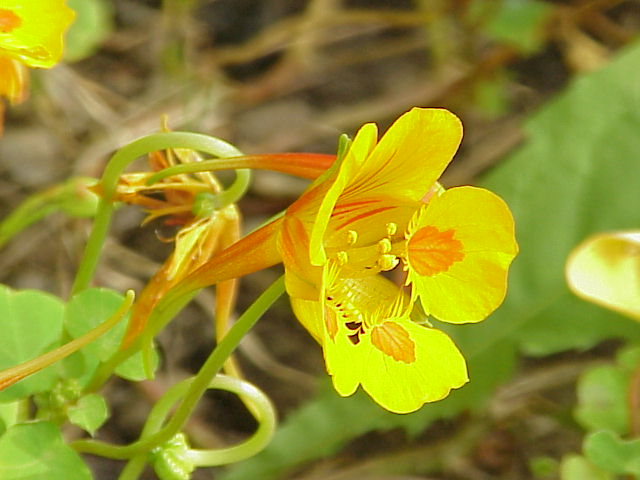
Tropaeolum minus
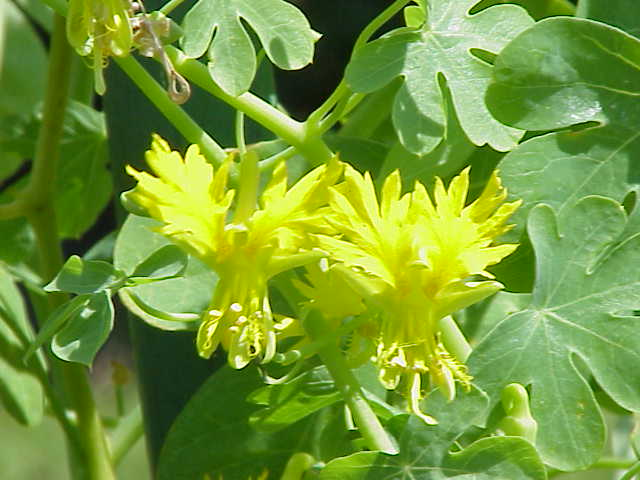
Tropaeolum peregrinum
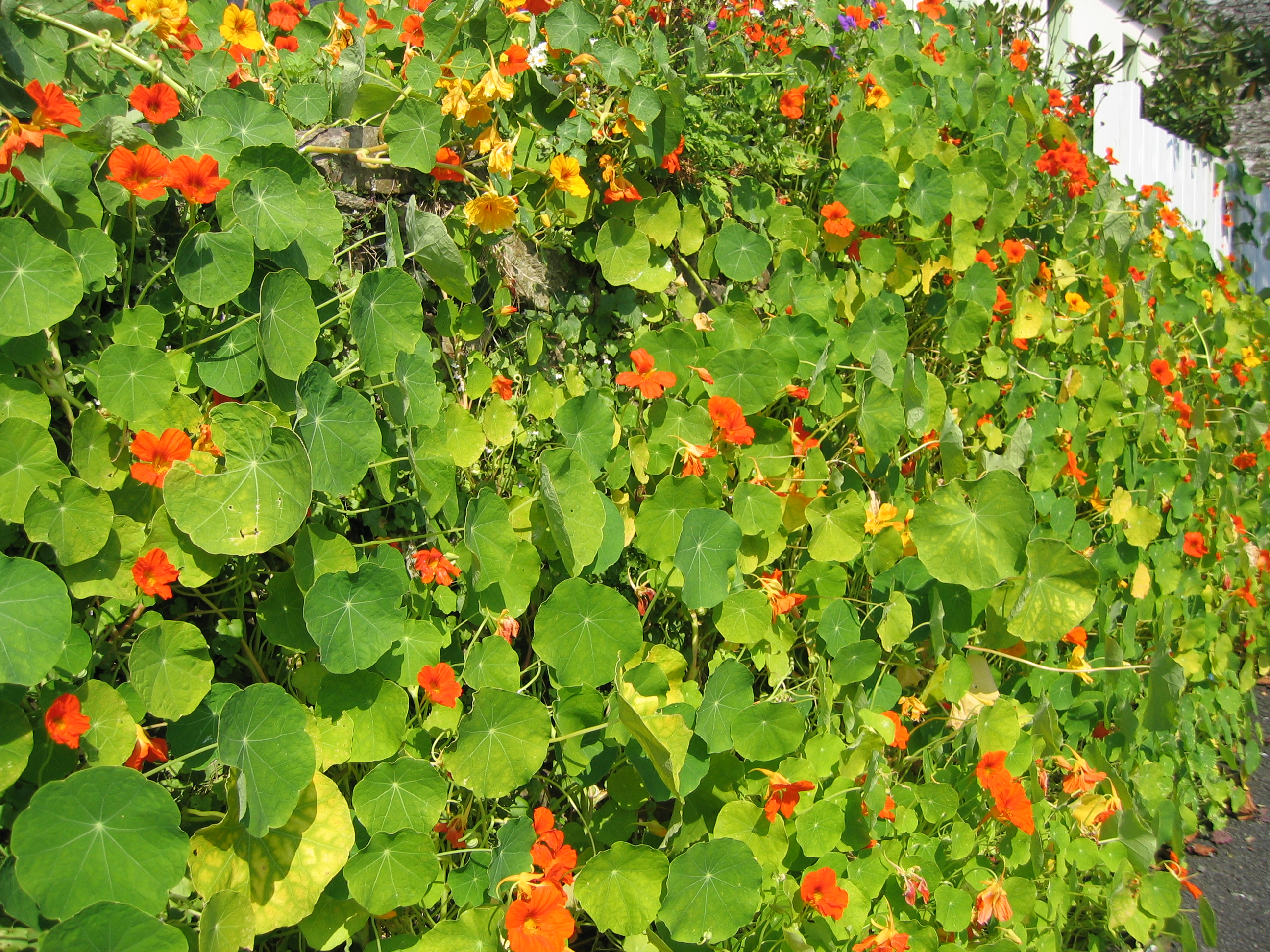
Capucines

## Liste des espèces
Selon NCBI (24 févr. 2012) :
- Tropaeolum adpressum
- Tropaeolum argentinum
- Tropaeolum asplundii
- Tropaeolum azureum
- Tropaeolum beuthii
- Tropaeolum brachyceras
- Tropaeolum capillare
- Tropaeolum ciliatum
- Tropaeolum cochabambae
- Tropaeolum cuspidatum
- Tropaeolum emarginatum
- Tropaeolum fintelmannii
- Tropaeolum harlingii
- Tropaeolum hookerianum
- Tropaeolum incisum
- Tropaeolum jilesii
- Tropaeolum kingii
- Tropaeolum kuntzeanum
- Tropaeolum leptophyllum
- Tropaeolum lindenii
- Tropaeolum looseri
- Tropaeolum magnificum
- Tropaeolum majus
- Tropaeolum meyeri
- Tropaeolum minus
- Tropaeolum moritzianum
- Tropaeolum nuptae-jucundae
- Tropaeolum papillosum
- Tropaeolum peltophorum
- Tropaeolum pendulum
- Tropaeolum pentaphyllum
- Tropaeolum peregrinum
- Tropaeolum polyphyllum
- Tropaeolum pubescens
- Tropaeolum repandum
- Tropaeolum rhomboideum
- Tropaeolum rhomboideum × Tropaeolum tricolor
- Tropaeolum sessilifolium
- Tropaeolum smithii
- Tropaeolum speciosum
- Tropaeolum stipulatum
- Tropaeolum tricolor
- Tropaeolum tuberosum
- Tropaeolum warmingianum
- Tropaeolum × tenuirostre